# Richard Brademann

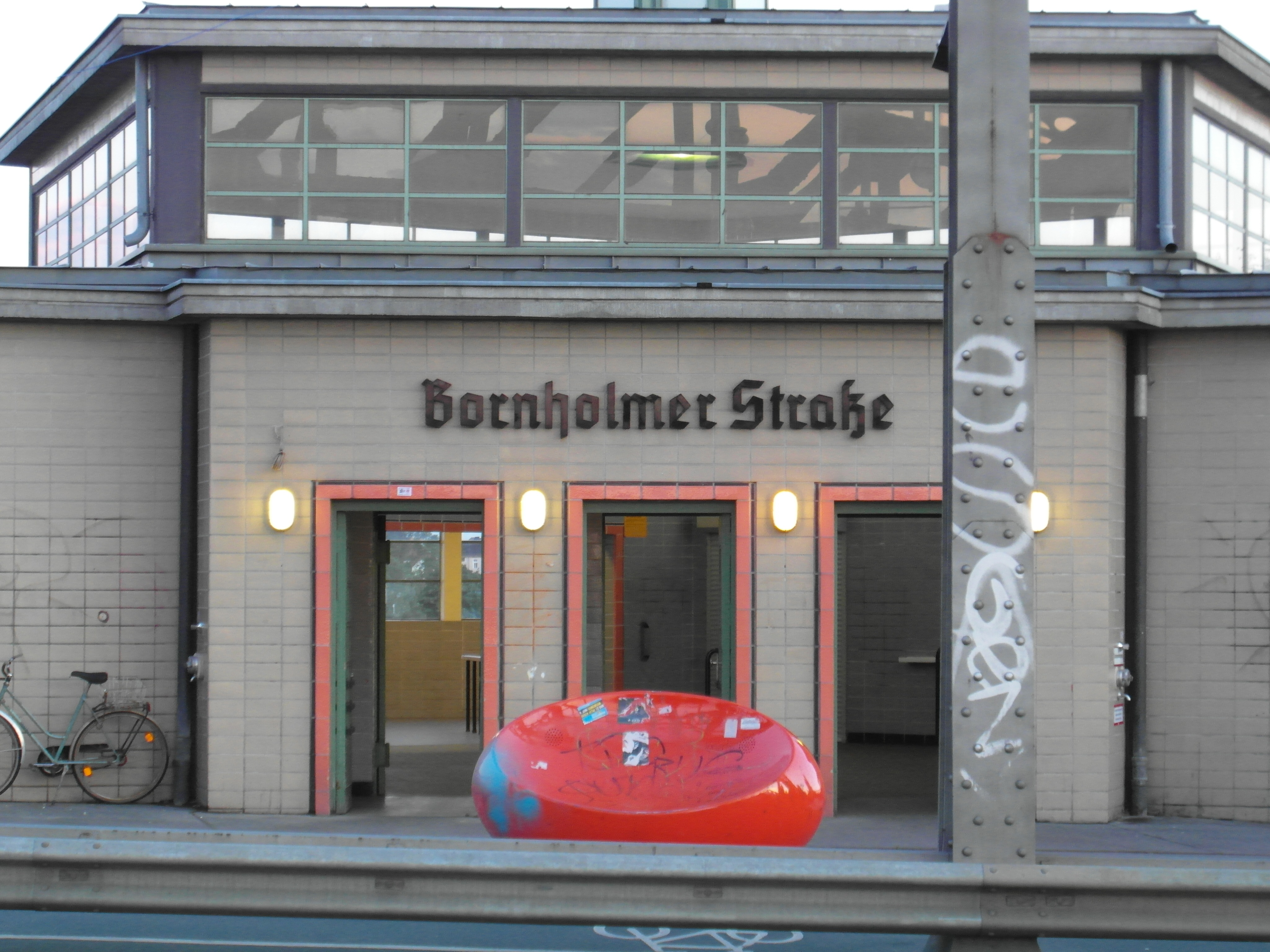
Eingang zum S-Bahnhof Bornholmer Straße auf der Bösebrücke

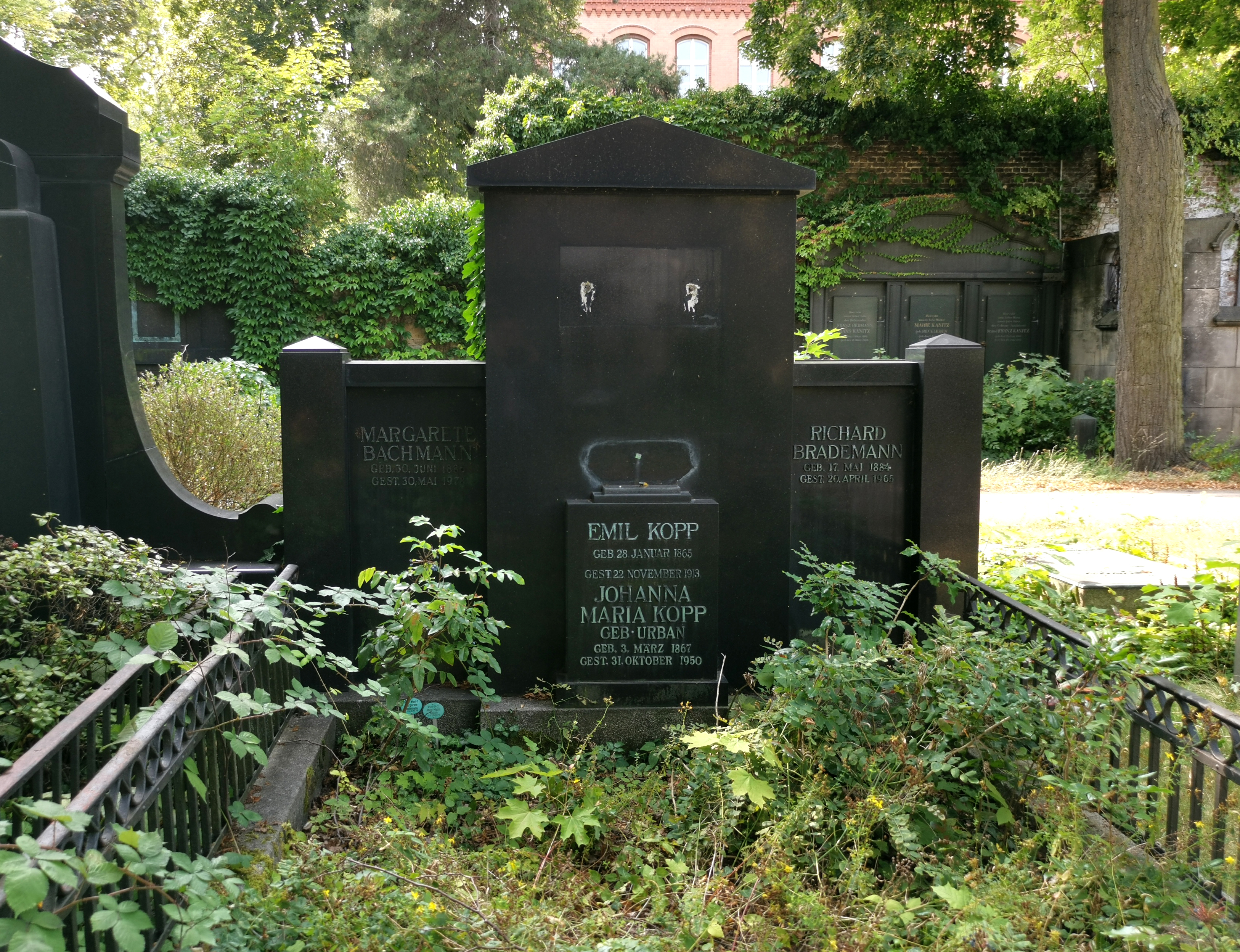
Familiengrab auf dem Alten Zwölf-Apostel-Kirchhof in Berlin-Schöneberg (Abt. EW-RM2)

Richard Brademann (* 17. Mai 1884 in Halberstadt; † 20. April 1965 in Berlin) war ein deutscher Architekt und Eisenbahn-Baubeamter. Er schuf besonders viele Eisenbahn-Bauten in Berlin.

## Leben

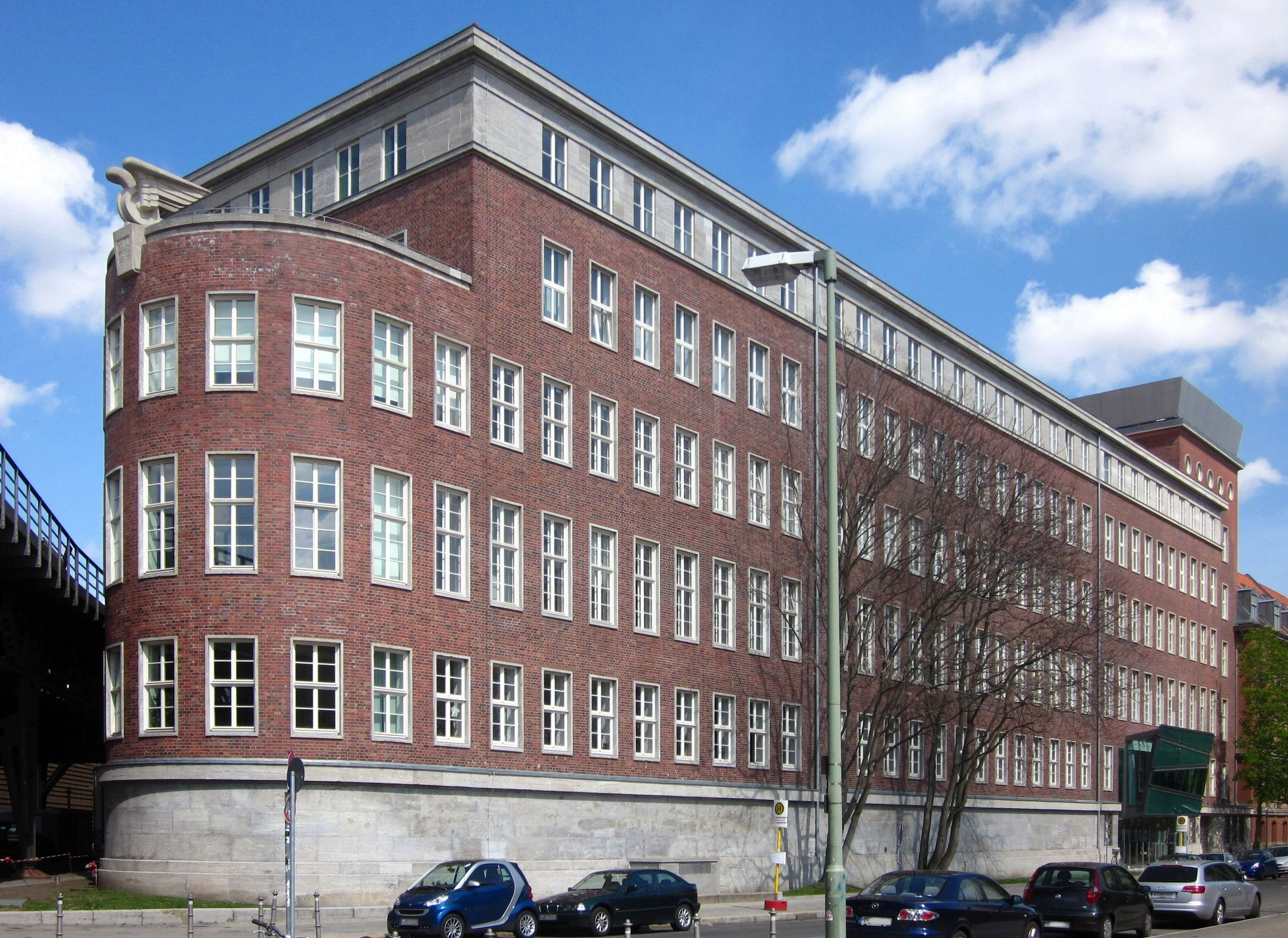
Erweiterungsbau Reichsbahndirektion in Berlin-Kreuzberg

Brademann studierte ab 1903 Architektur an der Technischen Hochschule (Berlin-)Charlottenburg. Im Juli 1908 erhielt er sein Diplom und begann ein Referendariat im Staatsdienst. Im Jahre 1913 wurde er nach bestandenem Staatsexamen zum Regierungsbaumeister (Assessor in der öffentlichen Bauverwaltung) ernannt und im nächsten Jahr übernahm er eine Stelle bei der Preußischen Eisenbahnverwaltung, die 1920 in der Deutschen Reichsbahn (bis 1921 zunächst als Deutsche Reichseisenbahnen bezeichnet) aufging. 1920 wurde er Oberbaurat und Leiter eines der drei Hochbaudezernate.
Zwischen 1922 und 1939 entwarf er zahlreiche Gebäude der Berliner S-Bahn und prägte sie mit seinem klaren, sachlichen von der Funktion geprägten Stil. Er baute dort neben Bahnhofsgebäuden auch Umspannwerke, Stellwerke und andere Technikgebäude. In diese Zeit fällt der Ausbau und die Elektrifizierung der Berliner Stadt-, Ring- und Vorortbahnen zu einem seinerzeit beispielhaften S-Bahn-System. Viele seiner Bauten sind auch heute noch im Berliner Stadtbild vorhanden, stehen unter Denkmalschutz und sind an seiner besonderen gestalterischen Handschrift erkennbar. Er hatte somit auf die Berliner Eisenbahnarchitektur einen ähnlichen Einfluss wie Alfred Grenander zwischen 1902 und 1930 auf die Berliner U-Bahn-Architektur. 

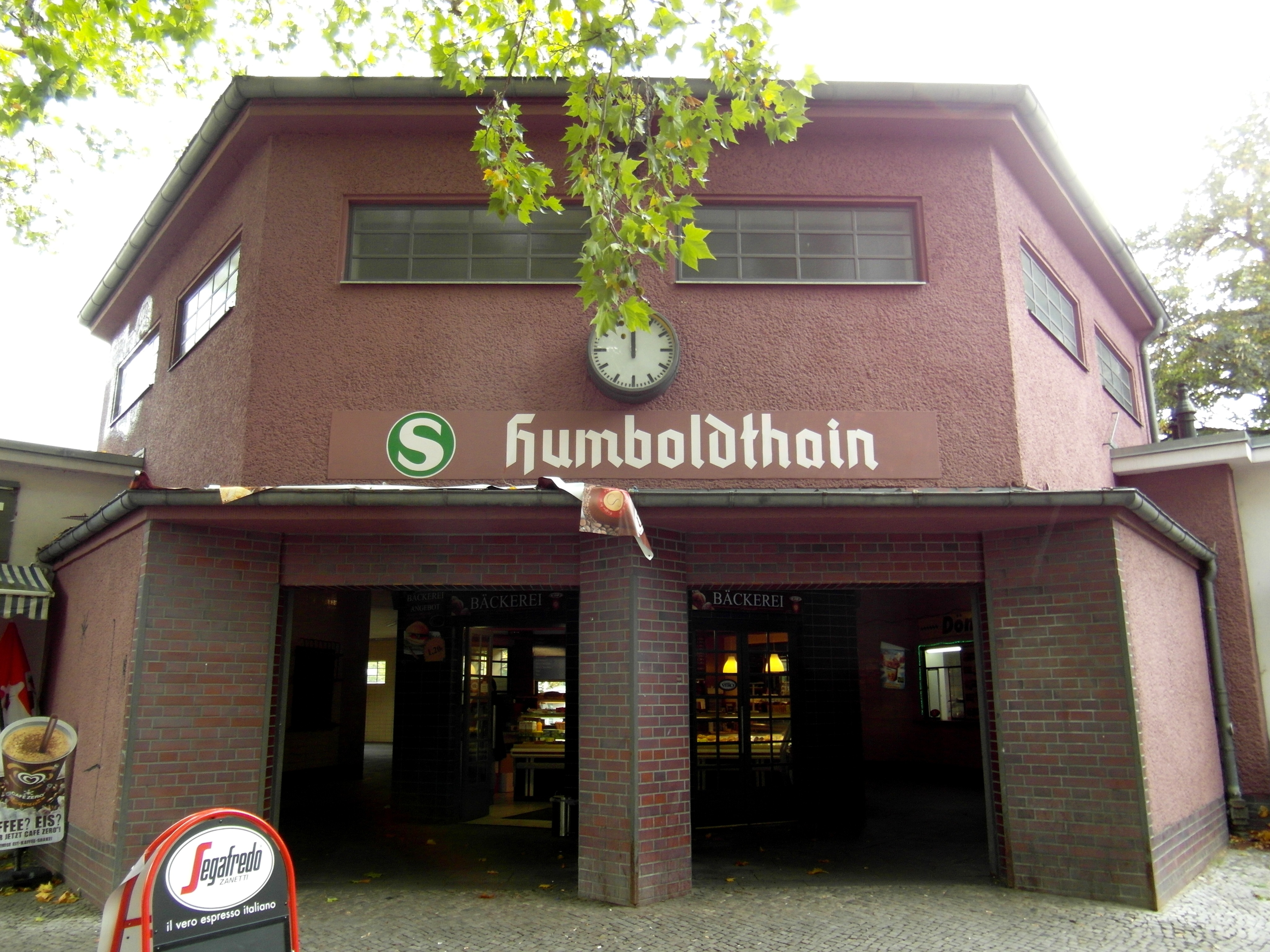
Empfangsgebäude des S-Bahnhofs am Humboldthain

Brademann trat zum 1. März 1932 in die NSDAP ein (Mitgliedsnummer 1.011.267). Im April 1933 überbrachte er der Reichskanzlei eine von ihm zumindest mitverfasste Aufzeichnung über „persönliche und sachliche Mißstände in der Hauptverwaltung der Deutschen Reichsbahn-Gesellschaft“. Das Schreiben enthielt eine lange Liste von Personen in Verwaltungsrat, Vorstand, Leitung und bei den Nebenbetrieben der Reichsbahn, die als Juden, Halbjuden, Demokraten, Marxisten oder Freimaurer diffamiert wurden. Im Februar 1937 zeigte Brademann gegenüber dem Reichsverkehrsministerium an, dass seine Großmutter jüdischer Herkunft war. Nach einer Stellungnahme der Reichsstelle für Sippenforschung verfügte Adolf Hitler, dass Brademann einfaches Parteimitglied bleiben könne.
Nach dem Zweiten Weltkrieg ging Brademann, der nicht mehr im Staatsdienst arbeiten durfte, nach Jugoslawien, wo er am Wiederaufbau beteiligt war. Später kehrte er nach West-Berlin zurück, wo er 1965 verstarb. Richard Brademanns Grabstätte befindet sich auf dem Alten Zwölf-Apostel-Kirchhof in Berlin-Schöneberg.

## Bauten (Auswahl)

### Umformer-, Gleichrichter- und Schaltwerke
- 1922–1924: Umformerwerk Pankow
- 1922–1925: Umformerwerk Hermsdorf

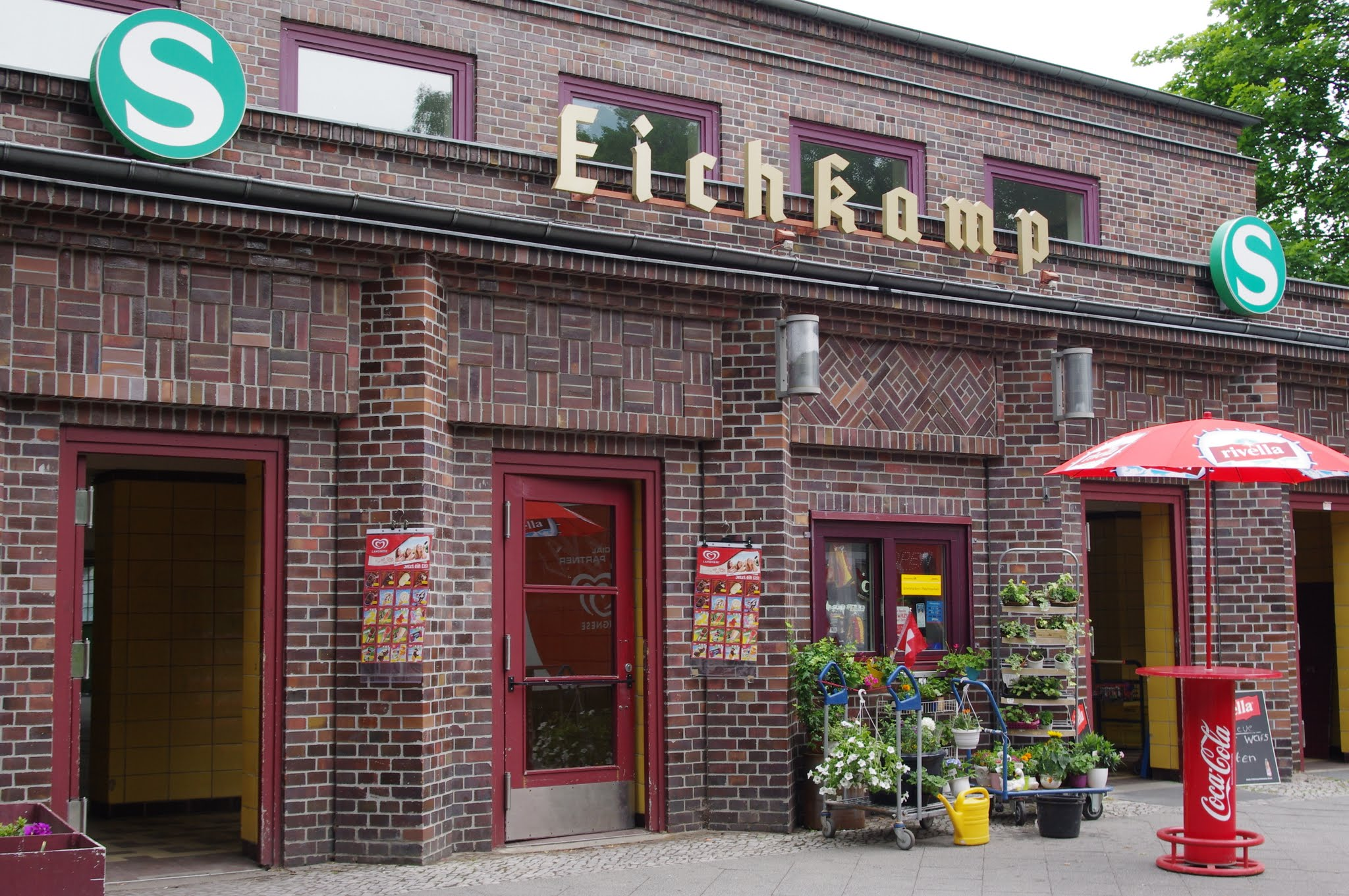
Empfangsgebäude S-Bahnhof Messe Süd

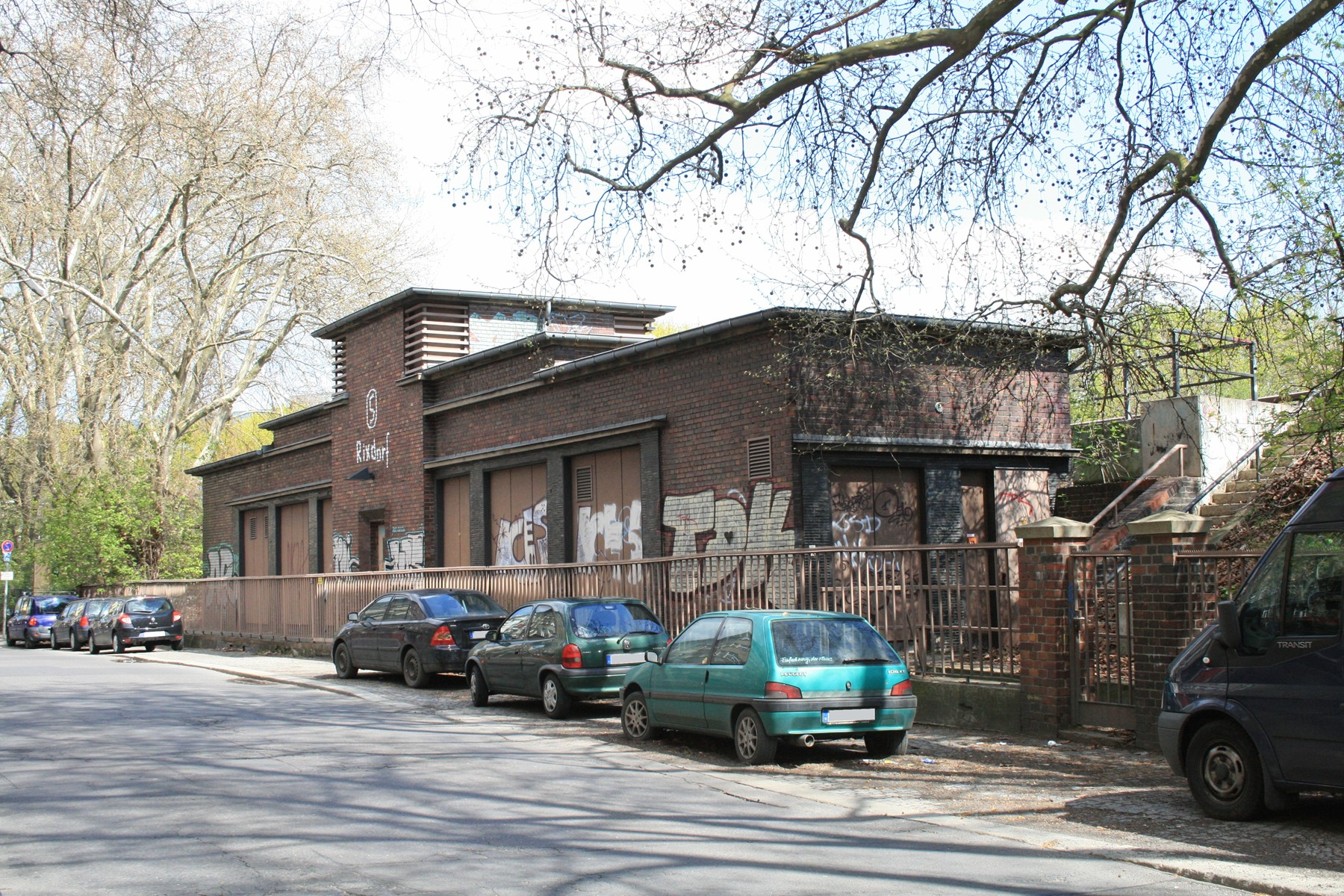
Gleichrichterwerk Saalestraße in Neukölln („S-Bahnhof Rixdorf“)

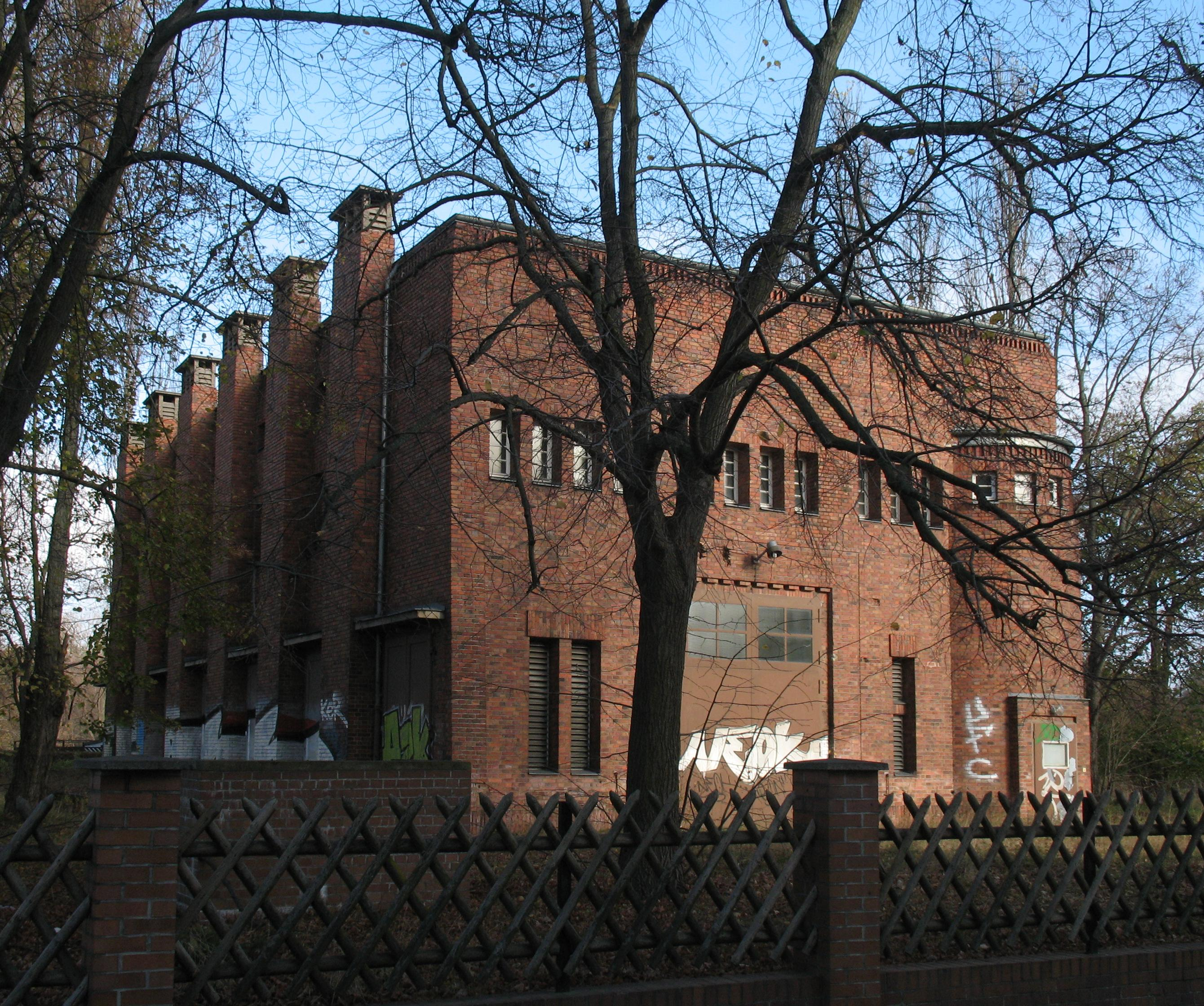
Ehemaliges Gleichrichterwerk in Hennigsdorf

- 1924–1926: Gleichrichterwerk Hennigsdorf
- 1925–1926: Gleichrichterwerk Tegel
- 1927: Gleichrichterwerk Saalestraße
- 1927–1928: Schalt- und Gleichrichterwerk Halensee (heute auch Sitz der Betriebszentrale der Berliner S-Bahn)
- 1927–1928: Schalt- und Gleichrichterwerk Markgrafendamm
- 1927–1928: Schalt- und Gleichrichterwerk Ebersstraße
- 1927–1928: Gleichrichter- und Stellwerk Hermannstraße
- 1927–1928: Schalt- und Gleichrichterwerk Friedrichstraße
- 1927–1928: Gleichrichterwerk Niederschöneweide
- 1927–1928: Gleichrichterwerk Nikolassee
- 1927–1928: Gleichrichterwerk Griebnitzsee (von 1996 bis 2016 Standort des Berliner S-Bahn-Museums)
- 1928: Gleichrichterwerk Charlottenburg (heute Kunsthalle Koidl)
- 1928: Gleichrichterwerk Gesundbrunnen
- 1932–1933: Gleichrichterwerk Lichterfelde West

### Bahnhofsgebäude
- 1922–1924: Bahnhof Warschauer Straße
- 1923–1924: Empfangsgebäude Bahnhof Birkenwerder
- 1923–1926: Fußgängerbrücke mit Eingangsgebäuden Bahnhof Ostkreuz
- 1924: Empfangsgebäude Bahnhof Hohen Neuendorf
- 1926–1928: Bahnhof Ausstellung (heute Westkreuz)
- 1927–1928: Bahnhof Eichkamp (heute Messe Süd)
- 1927–1928: Bahnhof Wannsee
- 1929: Bahnhof Bornholmer Straße
- 1932–1933: Bahnhof Feuerbachstraße
- 1934: Bahnhof Humboldthain
- 1934: Bahnhof Sundgauer Straße
- 1939: Tunnelbahnhof Potsdamer Platz (S-Bahn)
- 1939: Tunnelbahnhof Anhalter Bahnhof (S-Bahn)

### Triebwagenhallen
- 1926–1927 Triebwagenhalle Velten

## Schriften
- Hochbauten der Reichsbahn-Direktion Berlin für die Elektrisierung der Berliner Stadt- und Vorortbahn. In: Wasmuths Monatshefte für Baukunst. Nr. 12, 1929, S. 481–493 (zlb.de).
- Hochbauten der elektrisierten Stadt- und Vorortbahnen Reichsbahndirektion Berlin. In: Zeitschrift für Bauwesen. Nr. 2, 1930, Sp. 25–39 (zlb.de).